# Creu de terme del Mas Rodoreda
La Creu de terme del Mas Rodoreda és una creu de terme de Santa Maria d'Oló (Moianès) situada vora el camí d'accés a la masia de la Rodoreda, on hi ha la capella de la Santa Creu.
És una creu de terme construïda modernament, entorn de 1951 juntament amb la capella del mas Rodoreda, dedicada precisament a la Santa Creu. Consta d'una base quadrada amb una pilastra octogonal al seu damunt, feta amb diferents blocs de pedra. La part superior s'eixampla a manera de capitell amb diferents motllures. La creu, que era de pedra picada, s'ha perdut. Es va esmicolar fa uns anys, ja que estava feta de sauló poc resistent. L'autor dels treballs de picapedrer va ser Cándido Bargallo, que també s'encarregà de construir la capella i va fer altres obres a la masia en aquesta època. Tot i ser una creu moderna, el bloc de pedra sota el capitell té una inscripció amb la data 1743. No tenim cap explicació per aquesta data. Tal vegada el picapedrer va utilitzar alguna pedra més antiga i d'una altra procedència, malgrat que l'aspecte general de la pilastra és molt homogeni. És molt semblant al treball que el mateix picapedrer va fer a la galeria posterior de la masia.